# Kawakami Chie Edoojon
Chie Edoojon Kawakami (川上 エドオジョン 智慧 Kawakami Edoojon Chie, sinh ngày 21 tháng 4 năm 1998) là một cầu thủ bóng đá người Nhật Bản. Anh thi đấu cho Kataller Toyama.

## Sự nghiệp
Chie Edoojon Kawakami gia nhập câu lạc bộ tại J2 League Tokushima Vortis năm 2017.